# Restytuta
Restytuta – imię żeńskie pochodzenia łacińskiego, odpowiednik męskiego imienia Restytut.
Restytuta imieniny obchodzi 17 i 27 maja.
Znane osoby noszące imię Restytuta:
- św. Restytuta (męczennica z Bizerty)
- bł. Maria Restytuta Kafka